# Materinski jezik
Materinski, materinji ili majčinski jezik (lat. mater - majka) označava jezik koji čovjek nauči u ranom djetinjstvu bez formalne nastave. Materinski se jezik strukturom svojeg zvuka, oblicima i gramatikom duboko usađuje u govornika. Svatko uči određeni jezik u svom okruženju od prethodne generacije najčešće pri odrastanju u obitelji.  

## Poveznice
- Međunarodni dan materinskoga jezika